# Viande de brousse

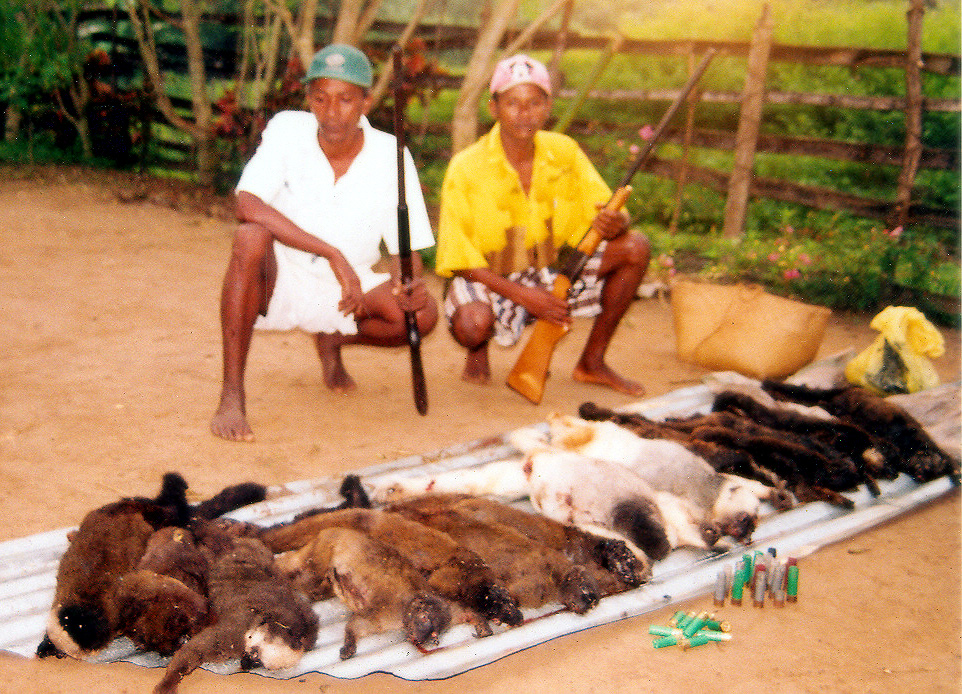
Lémuriens protégés tués illégalement pour leur viande à Madagascar.

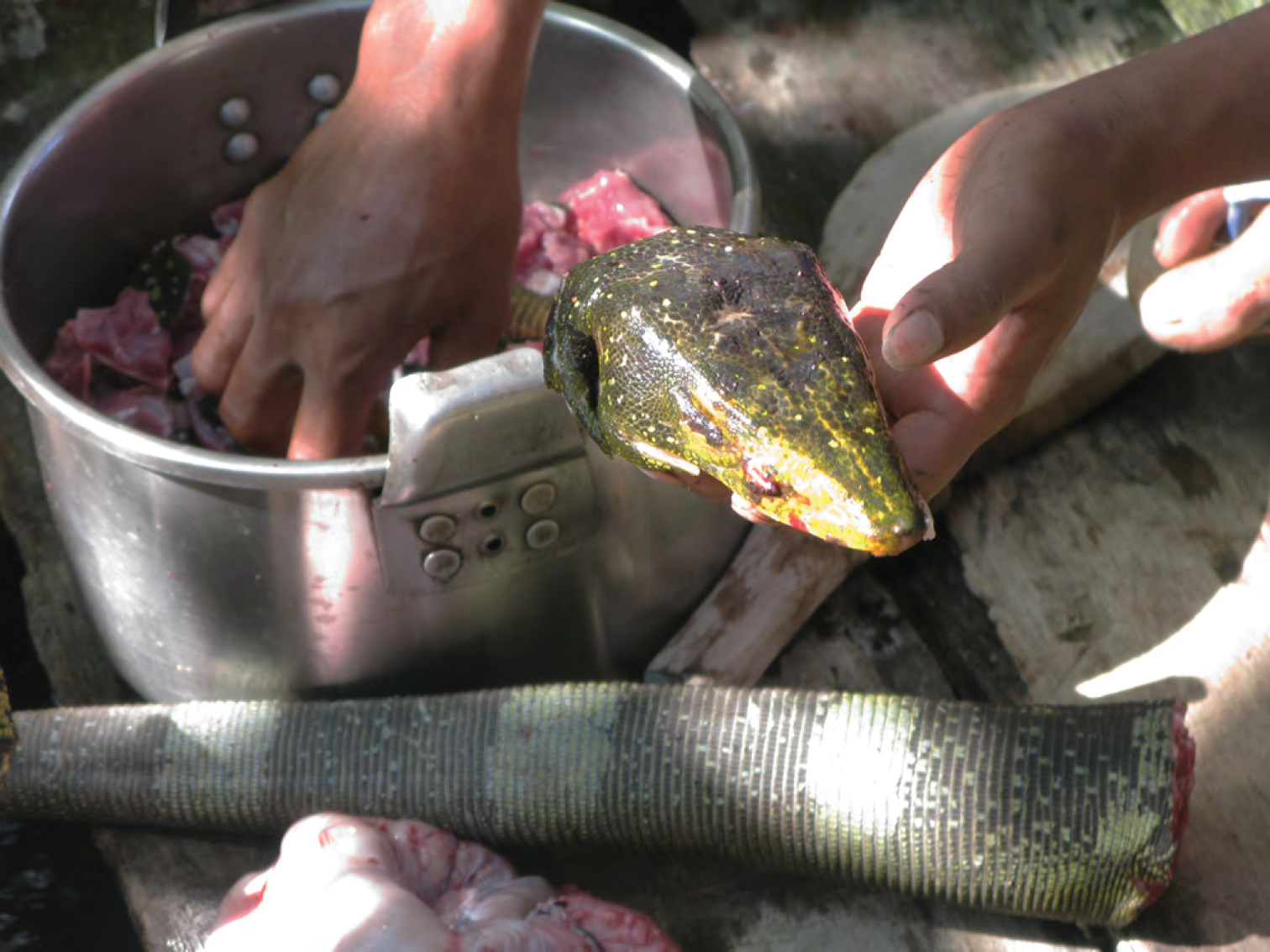
Ce lézard Varanus bitatawa est un aliment distinctif des Aeta et Ilongot, le peuple indigène des Philippines.

La viande de brousse est le nom donné à la viande d'animaux sauvages, recherchée par de nombreux amateurs entre autres sur le continent africain et dans les pays de forte immigration
africaine,.
Le terme « viande de brousse », également appelé viande sauvage ou encore viande de gibier se réfère à la viande de mammifères non domestiqués, de reptiles, d'amphibiens et d'oiseaux chassés pour la nourriture dans les forêts tropicales. La récolte commerciale et le commerce de la faune sont considérés comme une menace pour la biodiversité.
La viande de brousse permet à certaines graves maladies tropicales de se transmettre aux humains.
La viande de brousse se consomme pour la survie dans les régions excentrées, tandis que dans les agglomérations, elle est considérée comme un mets de choix.

## Économie souterraine
L'exportation de viande de brousse est interdite, mais les flux clandestins sont non-négligeables du fait de l'augmentation des flux de passagers, de la faible durée des trajets aériens et de l'efficacité des méthodes de conservation.

## Description
Viande de Brousse est un terme générique qui regroupe les viandes d'une grande diversité d'animaux chassés en brousse, en forêt et parfois dans les zones humides, issus  par exemple du singe mais aussi de la chauve-souris, de l'antilope, de l'éléphant, du serpent, etc.
La présence de parasites ou d'agents pathogènes (virus, bactéries) est fréquente dans la viande de brousse. Cette économie, du ressort des produits forestiers non ligneux, n'est toutefois généralement pas encadrée, elle est parfois susceptible de dériver en braconnage. Cette pratique est plus fréquente dans des pays en voie de développement ou sous-développés comportant un vaste habitat naturel et une large faune, tels que l'Inde, certains pays de l'Afrique ou de l'Amérique centrale.

## Impact sur la santé humaine
La transmission de chaînes de rétrovirus fortement variables cause des maladies zoonotiques.
Les épidémies du virus Ebola dans le bassin du Congo et au Gabon dans les années 1990 ont été associées au massacre des singes et à la consommation de leur viande. Les chasseurs de viande de brousse en Afrique centrale infectés par le virus T-lymphotrope humain ont été étroitement exposés à des primates sauvages.

### VIH
Les résultats de la recherche sur les chimpanzés sauvages au Cameroun indiquent qu'ils sont naturellement infectés par le virus mousseux simien et constituent un réservoir de VIH-1, un précurseur du sida chez l'homme. Il existe plusieurs souches distinctes de VIH, ce qui indique que ce transfert inter-espèces a eu lieu plusieurs fois. Les chercheurs ont montré que le VIH provenait d'un virus similaire chez les primates appelé virus de l'immunodéficience simienne (VIS). Il est probable que le VIH a été initialement transféré à l'homme après avoir été en contact avec la viande de brousse infectée.

### Ebola
Le virus Ebola, pour lequel l'hôte principal est suspecté d'être une Mégachiroptère : la chauve-souris des fruits a été liée à la viande de brousse. Entre la première épidémie enregistrée en 1976 et la plus grande en 2014, le virus est passé d'animaux aux humains « seulement » 30 fois, malgré un grand nombre de chauve-souris tuées et vendues chaque année. Ces dernières laissent tomber des fruits partiellement mangés. Alors les mammifères comme les gorilles et les antilopes se nourrissent de ces fruits tombés. Cette chaîne d'événements forme les moyens indirects possibles de transmission de l'hôte naturel aux populations animales.
Bien que les primates et d'autre espèce puissent être des intermédiaires la preuve suggère que les gens obtiennent principalement le virus à partir de la viande des chauve-souris.
Comme la plupart des gens achètent la viande de brousse fumée, ce sont les chasseurs et les gens qui préparent cette viande qui ont le risque le plus élevé d'infections. Les chasseurs utilisent généralement des filets ou des pièges pour capturer leurs proies à mains nues et tuent les chauve-souris sans gants ce qui cause des morsures ou des égratignures permettant au virus d'entrer en contact avec leur sang.
Les gouvernements des pays d'Afrique de l'Ouest touchés par le virus, à la suite de l'épidémie de 2013-2016 ont interdit la chasse, vente et/ou consommation de viande d'animaux sauvages en accompagnant cet interdit de messages de santé publique rappelant le potentiel infectieux de cette «viande de brousse». Des sociologues, sur la base d'entretiens individuels et de discussions de groupe sur le terrain, dans 9 villages des provinces de l'Est et du Sud de la Sierra Leone ont montré que les populations locales comprennent mal le risque posé par la viande sauvage, alors qu'elles ont l'impression d'en consommer depuis toujours sans  incident. Cette dissonance cognitive sape l'efficacité des interdits administratifs. Elle explique aussi la prolifération des réseaux informels et illégaux qui empêchent les autorités sanitaires de construire des stratégies de veille écoépidémiologique et d'atténuation du risque zoonotique. Dans les villages, la criminalisation de la chasse et/ou consommation de viande de brousse alimente en outre des craintes et des rumeurs, notamment chez les familles menacées par ses effets sanitaires et/ou par la pauvreté, avec une méfiance grandissante envers les gestionnaires du risque écoépidémiologique. Les sanctions légales n'induisent pas toujours le changement de comportement espéré dans un contexte d'urgence sanitaire. Ces questions délicates devraient être anticipées et traitées par une communication plus fine avant même que l'urgence de santé publique soit déclarée, en prenant mieux en compte la signification de la chasse pour de nombreux habitants estimaient Jesse Bonwitt et al. en 2020 .

### Autres maladies
Les animaux utilisés comme viande de brousse peuvent également transporter d'autres maladies telles que la variole, la varicelle, la tuberculose, la rougeole, la rubéole, la rage, la fièvre jaune et le pian. Des écureuils africains ont été impliqués en tant que réservoirs du virus de la varicelle du singe en République démocratique du Congo.
La bactérie de la peste bubonique peut se transmettre à l'homme lorsqu'il manipule ou mange des chiens de prairie nord-américains.
Dans de nombreux cas, la capture des maladies mentionnées ci-dessus survient souvent en raison de la découpe de la viande, dans lequel le sang animal, et d'autres liquides peuvent finir vers le haut sur les personnes le coupant, les infectant ainsi.
Une autre raison pour les infections est que certaines parties de la viande ne peuvent pas être complètement cuites.
Cela se produit souvent en raison du type de source de chaleur utilisée : les feux ouverts sur lesquels la viande est simplement accrochée. Une préparation inadéquate de tout animal infecté peut être fatale.

### Saturnisme
Les chasses traditionnelles à l'arc ou à la sagaie ont presque disparu sur la planète. Les deux grands moyens contemporains utilisés pour tuer les animaux sauvages dans le monde sont le piégeage et l'arme à feu (presque toujours alors avec des cartouches utilisant des munitions à base de plomb (balles au plomb pour le gros gibier ou cartouches à grenaille de plomb pour le petit gibier), sachant que le plomb des munitions est toujours enrichi d'un peu d'arsenic et d'antimoine pour le durcir.
Depuis plus d'un siècle, de très nombreuses études ont été publiées sur le saturnisme aviaire ou infantile, ou sur le saturnisme d'origine automobile (essence plombée), urbaine, industrielles, mais, bien qu'il soit certain que la consommation humaine de viande animale tuée par des munitions au plomb est un facteur de risque de saturnisme, peu de choses étaient connues sur la façon dont la viande de brousse tuée par les munitions au plomb est chassée, préparée, vendue et consommée en zone tropicale. Une étude récente (2016, à visée préventive) a été faite à Allada, une zone semi-rurale du Bénin (pays où, dans les années 2010, une plombémie préoccupante est encore souvent relevée chez les enfants), basée sur 38 entretiens semi-structurés avec des chasseurs et des vendeurs de viande de brousse et quelque (21) familles de consommateurs de cette viande susceptible de contenir du plomb. Dans cette étude 7 chasseurs sur 9 ont dit utiliser des munitions à base de plomb et vendre leur gibier à un intermédiaire : seuls 4 chasseurs ou vendeurs (sur 17) ont dit avoir retiré de la viande la grenaille de plomb avant la vente. 15 familles sur 21 ont dit manger de la viande de brousse chassée (cuite avant d'être partagée avec les enfants). 19 familles sur 21 interrogées ont dit rechercher la grenaille de plomb pour la retirer de la viande. L'étude a montré que la consommation de viande de brousse issue d'animaux tués par des munitions au plomb est courante dans cette région béninoise. 
Dans cette région, dans les années 2010, des taux nettement trop élevés de plomb (plombémie> 50 µg/L) sont encore retrouvés chez 44% des mères et chez 58% des enfants (la plombémie médiane était de 55,1). Les plombémies maternelles y ont été associées à la consommation d'eau courante et de viande de brousse issue d'animaux tués par des munitions, et les enfants en bas âge peuvent être à leur tour contaminés via l'allaitement maternel, aggravé pour certains enfants par la maladie de pica quand de la peinture au plomb s'écaille dans la maison). Les analyses isotopiques du plomb sanguin confirment ces provenances.

## Impact écologique
L'introduction en zone tropicale des chiens de chasse et des armes à feu (parfois localement artisanalement fabriquées), la diffusion de moyens de congélation ou réfrigération, l'apparition de moteurs rapides pour les pirogues, et l'extension considérables des réseaux de routes et de pistes dans les zones forestières et de brousse reculées ont fortement facilité la chasse et le braconnage (jusqu'au cœur de parcs nationaux parfois), et accru les opportunités de vente de  viande sauvage ; localement des « marchés routiers et autoroutiers » ad hoc ont été créés par les communautés locales qui vendent les animaux aux chauffeurs de passage. Ces pratiques ont causé dans certaines régions du monde des effondrements de populations de certaines espèces (voire leur disparition parfois).
La consommation de viande de brousse menace maintenant un large éventail d'espèces, y compris les espèces menacées d'extinction. Ces espèces en voie de disparition sont chassées sans contrôle et d’une façon intensive pour obtenir de la viande de brousse comme c’est le cas au Liberia parmi d’autres pays africains. Les espèces chassées pour la nourriture au Liberia incluent les éléphants, l'hippopotame nain, les chimpanzés, et d'autres singes. Les gardes forestiers au Liberia disent que les braconniers de viande de brousse tuent tous les animaux de forêt qu'ils rencontrent.
Les animaux recherchés comme gibier par l'Homme sont souvent des omnivores et des herbivores ou frugivores qui sont dans la nature plus nombreux. Or ces animaux sont aussi les proies naturelles de divers carnivores. La disparition progressive de leurs proies est source de déséquilibre écologique et une menace pour les populations de carnivores, qui peuvent être incitées, pour se nourrir, à se rapprocher des villages et à attaquer des animaux domestiques (moutons et volailles notamment).
Par ailleurs de grands carnivores emblématiques (ex : tigres et léopards, hyène rayée font aussi l'objet d'un braconnage, jusque dans certains parcs nationaux, par exemple dans le nord du Parc national de Bardia au Népal. La recherche de trophées ou fourrures, les prétendues propriétés médicinales de la viande ou d'autres sous-produits de certaines espèces en ont aussi fait des cibles recherchées (ex : tigre, pangolin...).

## Effets sur les grands singes
Les grands singes de l'Afrique centrale et de l'Afrique occidentale — les gorilles et les chimpanzés — sont vendus comme viande de brousse dans toute la région, et une étude de 1995[Laquelle ?] suggère qu'un changement durable n’est pas envisageable. À l'exception d'un rapport de 1995 au Cameroun, où les gorilles étaient considérés comme des espèces cibles pour les chasseurs, les chasseurs d'Afrique centrale et occidentale ne semblent pas les cibler. Historiquement, les braconniers ont favorisé la chasse aux chimpanzés parce qu'ils fuient quand on est abattu. Les gorilles, cependant, ne sont devenus des cibles faciles que lorsque des munitions à canon sont devenues disponibles, ce qui permet aux chasseurs de tuer plus facilement le mâle dominant argenté dont le rôle est de défendre sa troupe.
Généralement, les grands singes ne constituent qu'une petite partie du commerce de la viande de brousse : une étude menée en 1996 a indiqué qu'environ 1,94 % des carcasses d'animaux vendues et consommées à Brazzaville en République du Congo appartenaient aux grands singes, ces carcasses représentant 2,23 % de la biomasse de la viande vendue, ce qui n'est pas négligeable pour les populations de singes par rapport à leur écosystème. En outre, ces chiffres peuvent sous-estimer l'étendue du problème pour les raisons suivantes :
- Des vendeurs ont peut-être dissimulé la vente de viande de grands singes parce qu'elle est illégale.
- Les carcasses sont grandes et peuvent donc avoir été consommées localement plutôt que transportées vers de grands marchés.
- La chasse aux grands singes atteint généralement un sommet lorsque de nouvelles zones forestières sont rendues accessibles car les grands singes ne se méfient tout d'abord pas des humains (ce qui rend la chasse plus facile), mais plus tard, la chasse diminue.
- Il est presque impossible de distinguer visuellement la source de viande lorsqu'elle a été fumée.
- Les animaux involontairement tués par des pièges ne sont pas représentés dans les données collectées sur les marchés.

Pendant l'intervalle de temps entre une étude de 1981 à 1983 et une autre entre 1998-2002 au Gabon, la densité de la population de singes a chuté de 56 %, bien que le pays ait conservé près de 80 % de sa couverture forestière originale. Cette baisse était principalement liée à la transformation du commerce de viande de brousse du niveau de subsistance à la chasse commerciale non réglementée, facilitée par l'infrastructure de transport destinée à l'exploitation forestière. Les pratiques de chasse non durables et la perte d'habitat rendent plus probable l'extinction de ces primates menacés.

## Galerie

Petit gibier de brousse (Cameroun)
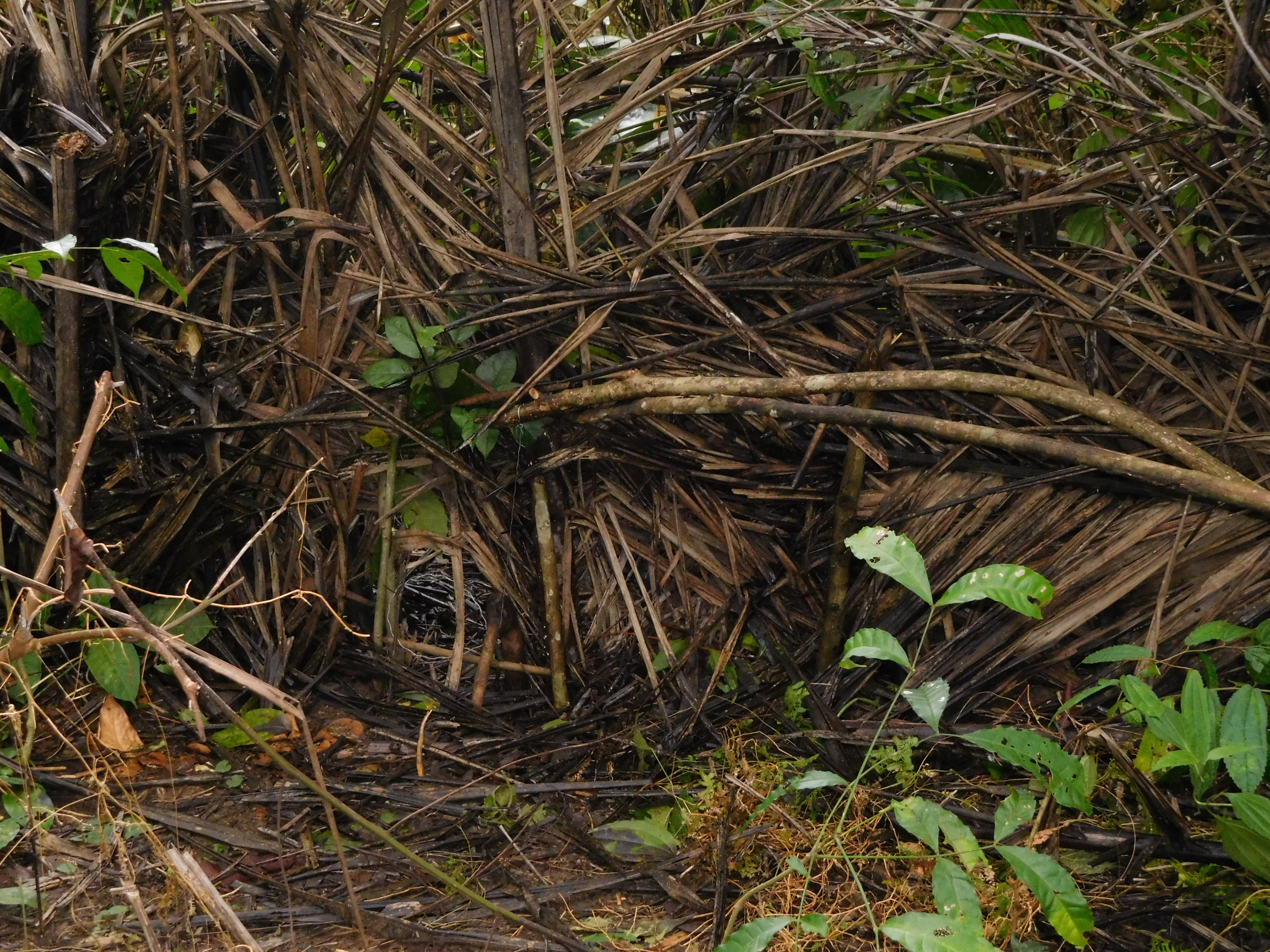
Piège à gibier.
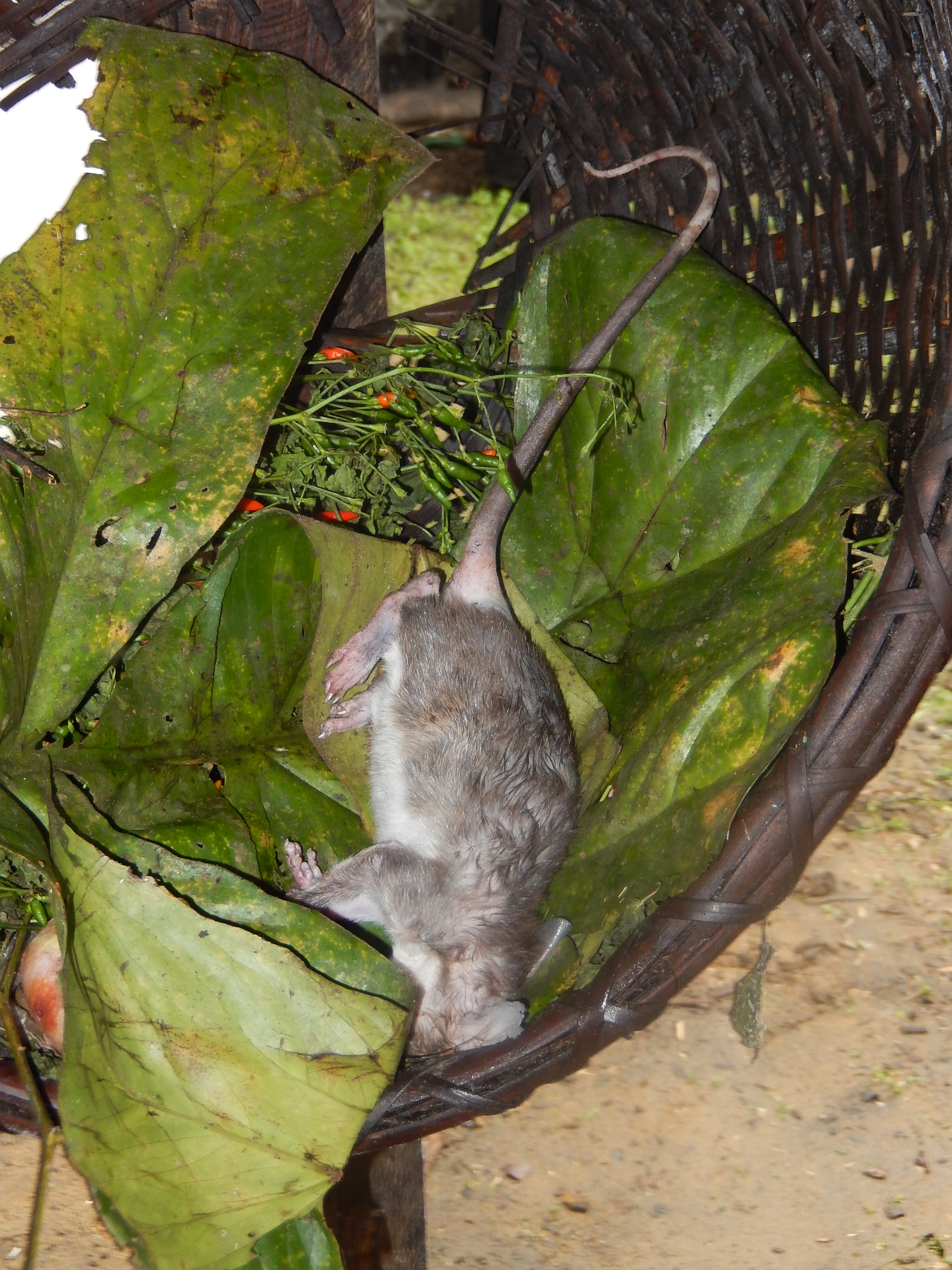
Rat de Gambie.
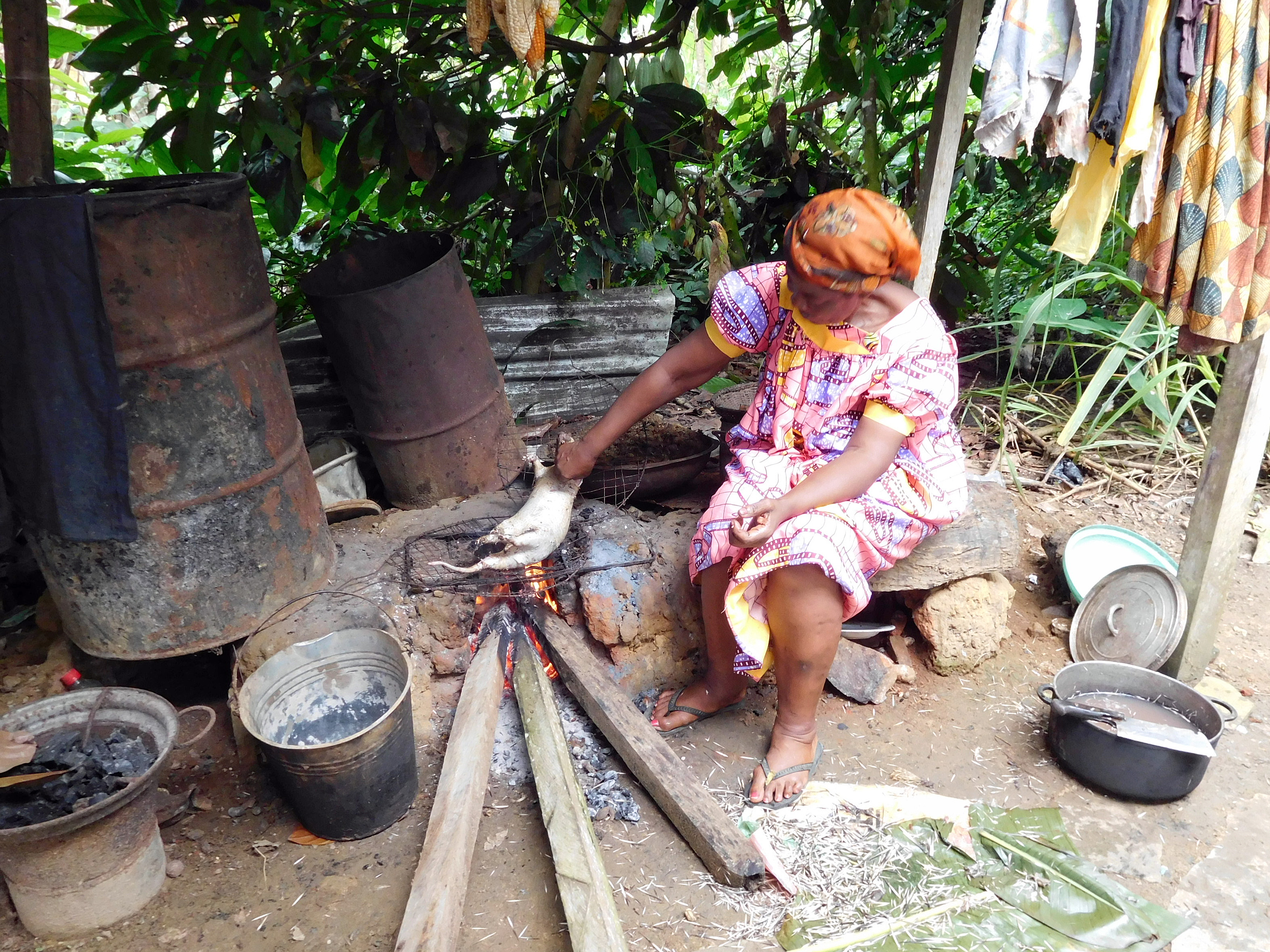
Cuisson du porc-épic.
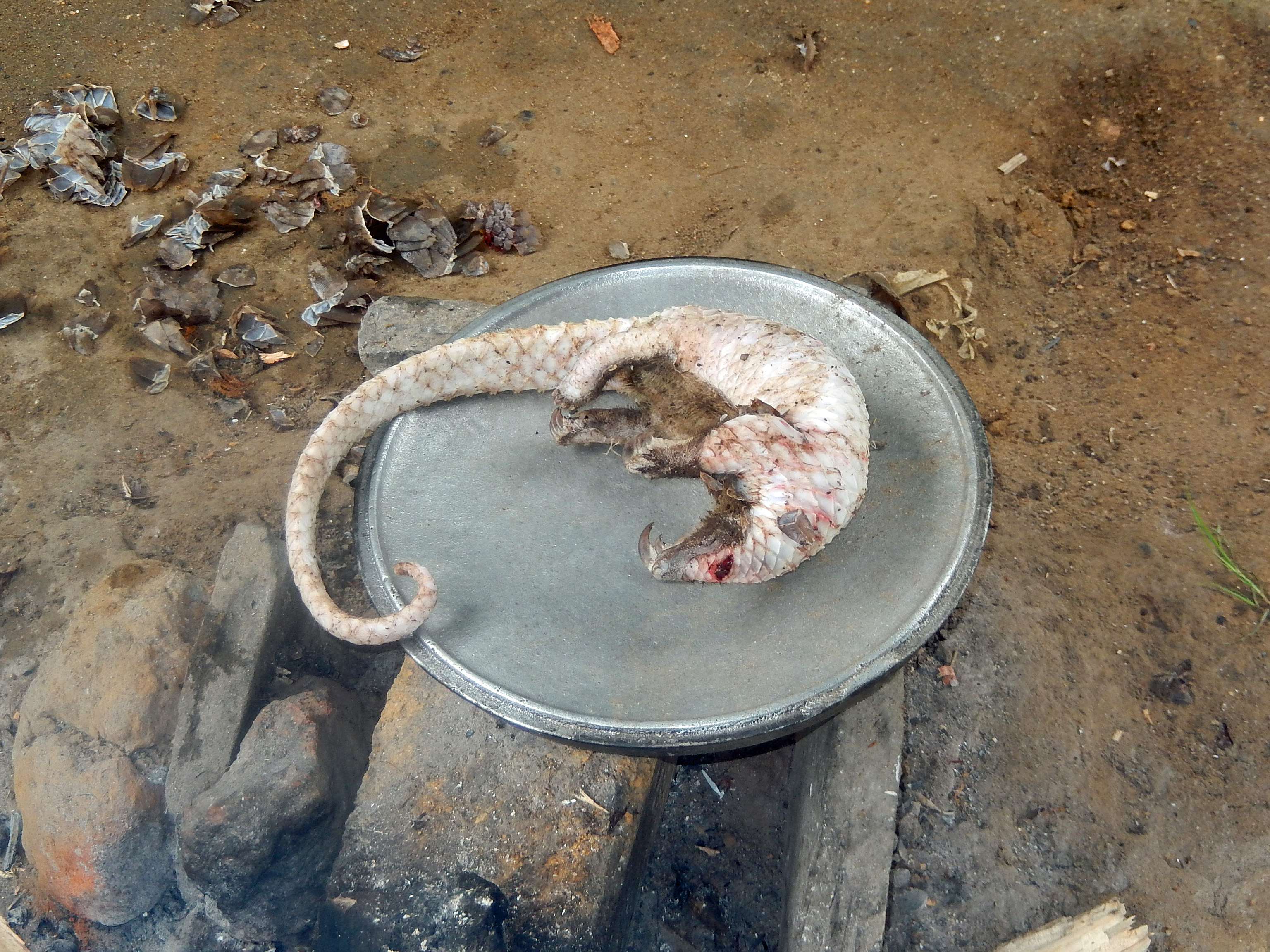
Cuisson du pangolin.
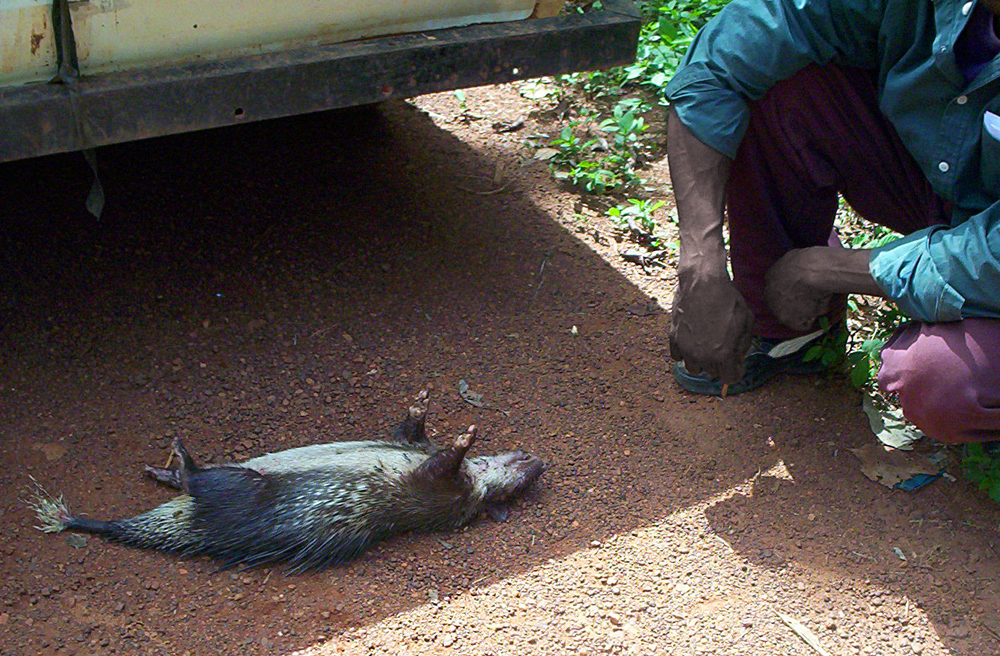
Vente d'un athérure africain comme gibier.

## Gestion durable de la faune chassée?
La chasse au fusil s'est généralisée dans le monde, et très peu de communautés autochtones utilisent les munitions sans plomb (cartouches et balles sans plomb). 
Une autre question est l'évitement de la surexploitation du gibier et la protection des espèces menacées. Généralement, dans des populations humaines sont densément présentes dans et/ou autour des aires naturelles, les pressions de chasse et braconnage s'élèvent. Des projets de « gestion communautaire de la faune » (CBWM) ont été suggérés comme stratégie de conservation en réponse à la surchasse à la viande de brousse.
- A titre d'exemple, dans les Monts Udzungwa (au sein d'un point chaud de biodiversité, les Montagnes d’Afrique orientale et d’Arabie). Une étude a porté sur la faisabilité du CBWM basé sur la « culture de viande » dans la Réserve forestière de New Dabaga/Ulangambi (NDUFR)[12]. Les auteurs ont comparé la densité d'animaux sauvages de la NDUFR, soumise à une faible pression de chasse à celle d'une autre réserve forestière (celle de West Kilombero Scarp)  montrant que la plupart des populations animales chassées y avaient néanmoins été gravement réduites (Cephalophus monticola, Cephalophus harveyi et Cephalophus spadix, Potamochoerus larvatus notamment), concluant à l'impossibilité de ce type de projet dans une NDUFR. Selon l'étude, même si globalement, dans cette région, la viande de brousse contribue globalement assez peu à l'apport en protéines, sauf dans les familles pauvres, la taille de la population des villages proches de la réserve est positivement corrélée à l'intensité de la chasse et à l'épuisement de la faune[11]. La CBWM n'aurait selon les auteurs qu'une capacité limitée à réduire les causes de la surchasse (pauvreté). Les auteurs estiment que les efforts de conservation dans le NDUFR devraient se concentrer sur la protection de la faune contre l'exploitation au lieu d'encourager l'utilisation et la dépendance à une gestion de type CBWM. Il vaudrait mieux aider la population à passer complètement à l'élevage comme source de viande, en aidant la partie la plus pauvre de la population à acquérir des animaux de rente[11].